# Jofroi de Waterford
Jofroi de Waterford, né à Waterford (Irlande) et mort vers 1300, est un traducteur anglo-normand.

## Biographie
Jofroi de Waterford était un moine dominicain qui savait le grec, l’arabe et le français. On lui doit principalement la traduction du latin en anglo-normand de l’histoire apocryphe de la guerre de Troie de Darès et de celle d’Eutrope. On lui attribue également le Segré de segrez (Secrets des secrets), une traduction en collaboration avec Servais Copale, à la demande d’un protecteur, d’une œuvre grecque faussement attribuée à Aristote :

« Et por ce moi priastes que cel liure, ki fu translatei de Griu en Arabic, et derechief de Arabic en Latin, vos translataisse de latin en franchois. Et ie, à vous priieres, al translater ai mise ma cure, et avoiques le plus grant trauail, k’en hautes et parfondes estudes sui embesoingniés. »